# Lăceni, Teleorman
Lăceni este un sat în comuna Orbeasca din județul Teleorman, Muntenia, România. Se află în partea centrală a județului,  în Câmpia Găvanu-Burdea, la 16km de Alexandria și 105km de Pitești, de-alungul drumului județean 504.
La recensământul din 2002 avea o populație de 2.607 locuitori. La recensământul din 2011, numărul locuitorilor a fost de 2.413. Satul face parte din Comuna Orbeasca, cea mai mare comună din județ. Satul este străbătut de Râul Teleorman și are în componență o pădure 
Satul Lăceni(Lănceani/Lătceane/Lătceani/Lătceni) este atestat documentar pentru prima dată în cartea de vânzare din 5 martie 1596 a lui Stan, în care printre martori se află Constantin și Cârstian din Lănceani. 
În urma săpăturilor arheologice(zonă arheologică foarte bogată), au fost găsite în apropiere de pădure unelte și brățări aparținân unor culturi din epoca de bronz.Alte săpături au scos la iveală unelte și podoabe din diverse epoci ulterioare.
În apropierea satului, în zona numită "Valea Ciroaica" există câțiva copaci seculari, pe locul în care a existat, cel mai probabil, o fermă.
Biserica ortodoxă din sat poartă hramul "Sf. Gheorghe"  și a fost ridicată în anul 1844. În sat mai există încă un lăcaș de cult, aparținând "Bisericii Adventiste de ziua șaptea"